# 西條 (日本酒メーカー)
西條合資会社（さいじょう）は、大阪府河内長野市にある、江戸時代に創業した酒造店。旧店舗主屋等が日本国の登録有形文化財に登録されている。

## 概要
1718年（享保3年）、創醸。明治時代末期までは「三木正宗」、大正・昭和時代は「波之鶴」という銘柄だったが、1971年 （昭和46年) 以降は「天野酒」を復活させた。日本酒のみならず、菓子や加工食品も販売している。現・旧店舗を挟んで高野街道が通過している。

## 受賞歴
2019年、独立行政法人「酒類総合研究所」が主催する全国新酒鑑評会で4年連続11回目の金賞を受賞した
。

## 建築
2004年（平成16年）11月8日、以下が登録有形文化財に登録された。
- 旧店舗主屋

江戸時代末期建築。道路に北面して建つ入母屋造、桟瓦葺、2階建て。北と東に庇がつく。桁行10間半、梁間3間半。東側半分を見せ土間、西側半分を居室とし、南側に吹き抜けの土間と座敷が突出する。正面1階に出格子、2階に虫籠窓を配置する。

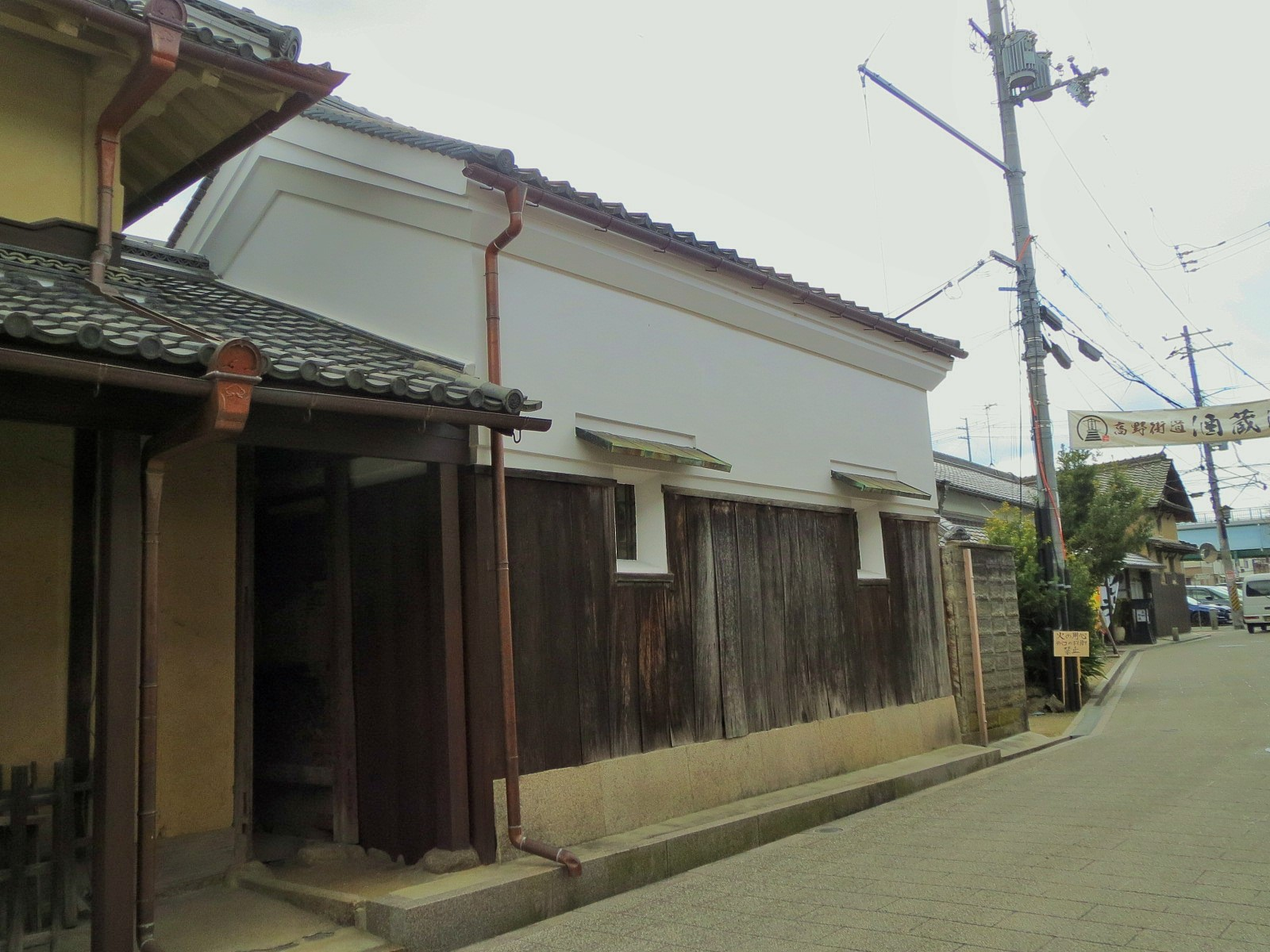
土蔵
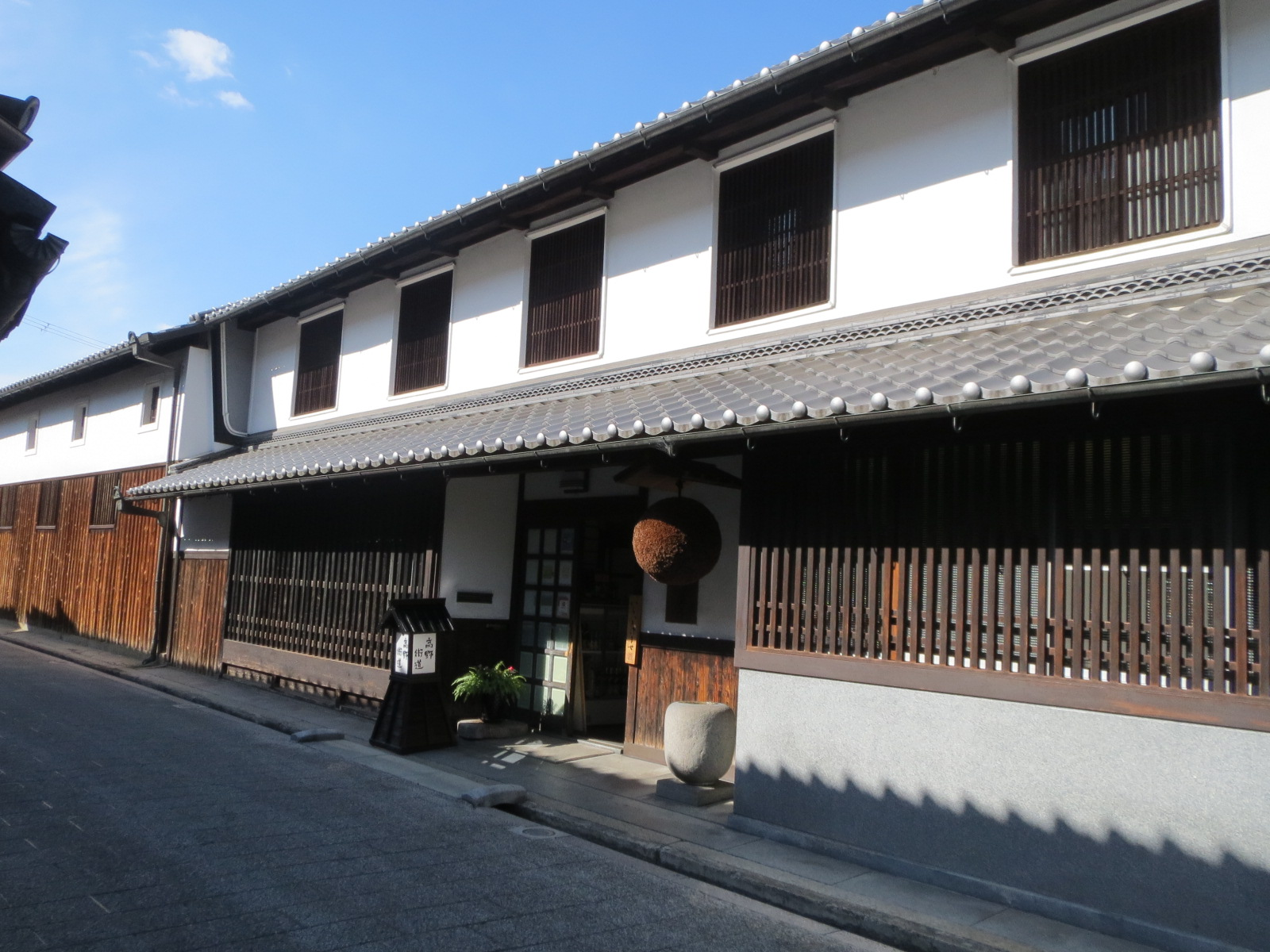
現店舗

江戸時代末期建築。旧店舗主屋に西面して建つ平屋、切妻造、桟瓦葺。桁行3間、梁間2間の東西棟。切石の基礎上に建てられ、外壁は白漆喰塗。腰は縦羽目板張。南側に両開土戸を釣込んだ戸口を設け、主屋から接続する。北面には小庇付の窓が2面ある。
- 土蔵
- 現店舗

## 現地情報
- 所在地（現店舗）
  - 大阪府河内長野市長野町12-18
- 交通アクセス
  - 南海電鉄高野線河内長野駅より徒歩5分
- 営業時間
  - 月～土曜　午前10時から午後5時まで